# Salvador Mota
Salvador Mota Moreno (Guadalajara, 30 de novembro de 1922 - 20 de fevereiro de 1986) foi um futebolista mexicano que atuava como goleiro.

## Carreira
Salvador Mota fez parte do elenco da Seleção Mexicana de Futebol, na Copa do Mundo de  1954.